# Preston (Idaho)
Preston es una ciudad ubicada en el condado de Franklin en el estado estadounidense de Idaho. En el Censo de 2010 tenía una población de 5.204 habitantes y una densidad poblacional de 301,78 personas por km².

## Geografía
Preston se encuentra ubicada en las coordenadas 42°5′56″N 111°52′42″O / 42.09889, -111.87833. Según la Oficina del Censo de los Estados Unidos, Preston tiene una superficie total de 17.24 km², de la cual 17.22 km² corresponden a tierra firme y (0.12%) 0.02 km² es agua.

## Demografía
Según el censo de 2010, había 5204 personas residiendo en Preston. La densidad de población era de 301,78 hab./km². De los 5204 habitantes, Preston estaba compuesto por el 0.09% blancos, el 0.21% eran afroamericanos, el 0.73% eran amerindios, el 0.21% eran asiáticos, el 0.08% eran isleños del Pacífico, el 3.32% eran de otras razas y el 1.75% pertenecían a dos o más razas. Del total de la población el 7.51% eran hispanos o latinos de cualquier raza.

## Masacre de Bear River
Ocurrió el 29 de enero de 1863 y se conoce como la Masacre de Bear River. El coronel irlandés Patrick Connor, dirigió una expedición militar al Valle Cache para solucionar los problemas entre la población local. Atacó con su regimiento provocando una masacre entre los hombres de la Nación Shoshone. Existe un documental del Servicio Público de Radiodifusión: Remembering Bear River: Tragedy for Idaho's Shoshone Tribe (Recordando Bear River: Tragedia para la tribu Shoshone). Algunas estimaciones apuntan a que más de 300 nativos murieron, siendo 90 mujeres y niños. El historiador Brigham D. Madsen lo desarrolla en su libro The Shoshoni Frontier and the Bear River Massacre (La frontera shoshone y la Masacre de Bear River), publicado en 1985 por University of Utah Press. 